# Edino Nazareth Filho
Edinho, nom real Edino Nazareth Filho, (Rio de Janeiro, el 5 de juny de 1955) és un exfutbolista del Brasil.
Va jugar defensa central amb el Fluminense Football Club, Grêmio Foot-Ball i amb la selecció del Brasil. En l'actualitat és comentarista esportiu.